# Huset Wettin
Wettin var ett  tyskt furstehus som har sitt namn efter släktens stamborg vid staden Wettin i Sachsen-Anhalt.
Den Wettiniska dynastin bestående av markgrevar, kurfurstar och kungar regerade områden i nuvarande Sachsen under mer än 800 år, under en tid också i Polsk-litauiska samväldet, och regerar nu Storbritannien (under namnet Windsor).
- År 1089 markgrevar av Meissen
- År 1236 lantgrevar av Thüringen.
- År 1436 kurfurstar av Sachsen
- År 1485 splittrades huset Wettin i två linjer mellan bröderna Ernst och Albrekt.

Den äldre ernestinska linjen:
Linjen grundades av kurfursten Ernst av Sachsen. Den förlorade år 1547 kurfurstevärdigheten till albertinska linjen, men behöll Thüringen, som delades i mindre länder (Sachsen-Weimar, Sachsen-Coburg, Sachsen-Meiningen och Sachsen-Altenburg). Medlemmar av en av dessa grenar, huset Sachsen-Coburg-Gotha, blev senare kungar av Belgien (sedan år 1831), Bulgarien (1887–1946) och prinsgemåler och senare kungar i Portugal och Storbritannien (prins Albert, gift med drottning Viktoria).
Den yngre albertinska linjen:
Grundades av hertigen Albrekt III av Sachsen-Meissen. Hertigar av Sachsen-Meissen, markgrevar av Meissen som regerade i Dresden. Från 1547 kurfurstar av Sachsen. Regerade som kungar av Polen (1697–1763) och Sachsen (1806–1918).

## Svenska kungligheter
- Kristina, drottninggemål 1497 till kung Johan (Hans) i ätten Oldenburg, även dansk och norsk drottning, född furstinna av Sachsen
- Teresia Amalia Karolina Josefina Antoinetta, prinsessa 1864 som gift med prins August i ätten Bernadotte, även norsk prinsessa, född furstinna av Sachsen-Altenburg
- Margareta Victoria Augusta Charlotte Norah, prinsessa 1905 och kronprinsessa, gift med prins Gustaf (VI) Adolf i ätten Bernadotte, född brittisk prinsessa
- Sibylla Calma Marie Alice Bathildis Feodora, prinsessa 1932, gift med prins Gustaf Adolf i ätten Bernadotte (1906), född prinsessa av Sachsen-Coburg-Gotha

## Andra historiskt kända medlemmar
- Markgreve Konrad den store
- Markgreve Otto den rike
- Markgreve Didrik den beträngde, gift med Jutta av Thüringen
- Markgreve Henrik den upplyste, gift med Constantia av Österrike
- Kurfurste Fredrik den stridbare
- Hertig Georg den skäggige, gift med Barbara av Polen
- Hertig Henrik den fromme, gift med Katharina av Mecklenburg
- Kurfurste Moritz av Sachsen, gift med Agnes av Hessen
- Kurfurste August I av Sachsen, gift med Anna av Danmark
- Kurfurste Kristian I av Sachsen, gift med Sophie av Brandenburg
- Kurfurste Kristian II av Sachsen, gift med Hedvig av Danmark
- Kurfurste Johan Georg I av Sachsen, gift med Magdalena Sibylla I
- Kurfurste Johan Georg II av Sachsen, gift med Magdalena Sibylla II
- Kurfurste Johan Georg III av Sachsen
- Kurfurste Johan Georg IV av Sachsen
- Kurfurste August den starke, Kung av Polen